# Kongesangen
Kongesangen (norwegisch) ist die Königshymne Norwegens. Der ursprüngliche Text (Gud signe kongen vor), der allerdings mehrmals überarbeitet wurde, stammt von Henrik Wergeland. Die heutige und unten aufgeführte Version stammt von Gustav Jensen, der sie zur Krönung von König Haakon VII. 1906 schrieb. Jensen wurde von der britischen Königs- und Nationalhymne „God Save the King“ inspiriert und verwendete dieselbe Melodie.

## Norwegischer Text
| Norwegischer Originaltext | Deutsche Übersetzung |
| 1. Gud sign vår konge god! Sign ham med kraft og mot sign hjem og slott! Lys for ham ved din Ånd, knytt med din sterke hånd hellige troskapsbånd om folk og drott! 2. Høyt sverger Norges mann hver i sitt kall, sin stand, troskap sin drott. Trofast i liv og død, tapper i krig og nød, alltid vårt Norge lød Gud og sin drott. | 1. Gott segne unseren guten König! Segne ihn mit Kraft und Mut segne Heim und Schloss! Licht für ihn durch deinen Geist, knüpf mit deiner starken Hand ein heiliges Treueband um Volk und König! 2. Laut schwöre Norwegens Mann jeder in seinem Beruf und Stand seinem König die Treue. Treu in Leben und Tod, tapfer in Krieg und Not, allzeit Norwegen ergeben Gott und seinem König. |